# Georg Alfred Stockburger
Georg Alfred Stockburger (født 12. maj 1907 i Wankheim, bydel i Kusterdingen, Landkreis Tübingen, Baden-Württemberg; død 5. april 1986 i Tübingen) var en tysk maler, tegner og grafiker.
Stockburger blev som ung af sine lærere opfordet til at forfølge sit tegnetalent og fik en uddannelse ved kunstakademiet i Stuttgart.
Under nazitiden fik han udstillingsforbud, og han uddannede sig derfor til læge og tjenestegjorde som sådan under krigen 1940-45.
I 1950'erne genoptog han sit virke som kunstner.
| - Selvportrætter - Træfigur, uden dato - 1947 - 1950'erne - Uden dato - Træsnit 1976 - Sidste selvportræt, o. 1981 På litografiplade |

| - Værker af Georg Alfred Stockburger - Kvinde foran spejl, 1928 Akt: Frau vor Spiegel - Den første gasbeholder i Stuttgart, 1934 Der (erste) Stuttgarter Gaskessel - Schwabisk landevej, 1945 Schwäbische Landstraße - Tre russiske kvinder, 1950'erne Drei russische Frauen - Overgivelse, 1950'erne Sich Ergeben (Litografi) - Båd foran et havlandskab, 1975 Kahn vor Seelandschaft - Den slagne russer, litografi 1983 Der erschlagene Russe - Retsvæsen / Kirke, træsnit 1984 Justiz / Kirche |

| - Graverne, 1985/86 Die Totengräber, 1985/1986 - Heste, ukendt dato Pferde - Stilleben, ukendt dato Stillleben - Pendlere på Neckarbroen i Tübingen, ukendt dato Pendler auf der Tübinger Neckarbrücke - Træskulpturer Holzskulpturen – Gruppenbild |